# Блауберг, Игорь Викторович
И́горь Ви́кторович Бла́уберг (16 декабря 1929, Винница, УССР, СССР — 23 мая 1990, Москва, СССР) — советский философ и методолог науки, один из создателей и лидеров системного движения в СССР, специалист по философии и методологии системных исследований.
Вместе с В. Н. Садовским и Э. Г. Юдиным создал научную школу «Философия и методология системных исследований».

## Биография
В 1953 году окончил философский факультет МГУ имени М. В. Ломоносова, в 1956 году — аспирантуру там же.
В 1956—1958 годы работал в Ленинском районном комитете ВЛКСМ Москвы,
В 1958—1966 годах — сотрудник журнала «Вопросы философии», заместитель заведующего отделом, с 1963 года — ответственный секретарь журнала.
В 1963 году защитил диссертацию на соискание учёной степени кандидата философских наук по теме «О категориях целого и части в марксистской философии».
В 1966—1967 годах — старший научный сотрудник Института философии АН СССР.
В 1967—1978 годах — заведующий группой, затем сектором системного исследования науки ИИЕТ АН СССР.
С 1978 года — заведующий лабораторией «Системный подход и междисциплинарные исследования» ВНИИСИ ГКНТ.
В 1983 году защитил диссертацию на соискание учёной степени доктора философских наук по теме «Философско-методологические проблемы системного исследования».
Дочь — философ Ирина Блауберг (род. 1954).

## Основные положения системного подхода И. В. Блауберга
Опираясь на сочинения Аристотеля, Шеллинга, Гегеля, Маркса, Энгельса, Ленина, Сталина и других классиков философии, И. В. Блауберг сформулировал следующие главные антиномии целостности: 

1) Положение: целое есть сумма частей. Противоположение: целое больше суммы частей. 

2) Части предшествуют целому. Целое предшествует частям. 

3) Целое причинно обусловлено частями. Целостный подход противоположен причинному и исключает его. 

4) Целое познается через знание частей. Части, как продукт расчленения целого, могут познаваться лишь на основе знания о целом.
Заслуга И. В. Блауберга состоит не только в том, что он четко сформулировал эти антиномии и в ряде своих работ провел их детальный анализ — он аргументированно показал, как возможно преодолеть эти антиномии.
Основные положения системного подхода И. В. Блауберга уточняются через данные им конкретные определения понятий целого, целостности, системы и установление взаимоотношений между ними. 

Целое (whole, das Ganze, le tout) — конкретный объект, обладающий интегративными («эмерджентными») свойствами. С гносеологической точки зрения интегративность выступает как результирующая обобщающей функции понятия целостности, связанной с уже познанными особенностями сложноорганизованных объектов. 

Целостность (wholeness, die Ganzeit, la integrite) — представления о полноте хвата явления и вместе с тем о сущности интеграции, процессах новообразования, структурных уровнях, иерархической организации процессов и явления и т. п., существующие в каждый данный момент в философском и научном познании. Это — фон, на котором развертывается познание целостных объектов, ориентир познавательной деятельности. Эту функцию понятие целостности выполняет в силу того, что оно имеет своеобразную двуслойную структуру, включая в себя не только актуальное, но и потенциальное знание. 

Система (system, das System, systeme) — понятие, которое служит для воспроизведения в знании целостного объекта с помощью специфических принципов, определенных понятийных и формальных средств; как правило, это воспроизведение осуществляется с определенной практической направленностью (например, в связи с задачами управления). Следует иметь в виду, что изображение целостного объекта (целого) в виде системы не является единственно возможной формой его отображения в знании, поскольку могут существовать, скажем, структурное, функциональное, структурно-функциональное, поэлементное и другие его изображения.
Используя эти определения, утверждает И. В. Блауберг, легко установить взаимоотношения целого к целостности и системы к целостности. Целое — это конкретный объект (класс объектов), в котором на основе применения соответствующих исследовательских процедур обнаружено наличие интегративных свойств. Таким образом, понятие целого формулируется как результат применения понятия целостности и связано с осуществлением познавательной деятельности, а не является изначальной характеристикой объекта самого по себе. Поэтому столь важным этапом в развитии любой науки становится выработка в ней адекватных представлений об изучаемом объекте как целом. 

Что же касается взаимоотношения системы и целостности, то, по мнению И. В. Блауберга, понятие системы всегда описывает целое и неразрывно с ним связано и тем самым связано и с понятием целостности. Целостность же не исчерпывается системным описанием в силу неформализуемости этого понятия.
Важно положение о том, что понятия целого, целостности и системы в реальном процессе научного познания не стоят рядом друг с другом, а образуют определенную иерархию, включающую в себя, помимо названных, и ряд других связанных с ними понятий. Эта целостная, иерархически организованная понятийная система представляет собой подсистему научного знания в целом, взятого в определенном срезе — под углом зрения интеграции, синтеза знаний. При этом понятие целостности выступает как интегральная характеристика синтетических тенденций научного познания.

## Научные труды

### Монографии
- Блауберг И. В. Системный подход: предпосылки, проблемы, трудности. — М., 1969.
- Блауберг И. В., Юдин Э. Г. Понятие целостности и его роль в научном познании. — М., 1972.
- Блауберг И. В. Становление и сущность системного подхода. — М., 1973.
- Блауберг И. В. Проблема целостности и системный подход. — М.: Эдиториал УРСС, 1997. — (Философы России XX века). — ISBN 5-901006-08-9.

### Статьи
- Блауберг И. В., Садовский В. Н., Юдин Э. Г. Системный подход в социальных исследованиях // Вопросы философии. — М., 1967. — № 9.
- Блауберг И. В. Количественные методы в социологии и их концептуальные основания // Информационный бюллетень Советской социологической ассоциации и Института конкретных социальных исследований АН СССР. — 1968. — № 8.
- Блауберг И. В. Системные исследования и общая теория систем // Системные исследования. — 1969.
- Блауберг И. В. Часть и целое // Философская энциклопедия. — М., 1970. — Т. 5.
- Блауберг И. В. Системный подход как предмет историко-научной рефлексии // Системные исследования. — М., 1973.
- Блауберг И. В. Целостность и системность // Системные исследования. Ежегодник 1977. — М., 1977.
- Блауберг И. В., Садовский В. Н., Юдин Э. Г. Философский принцип системности и системный подход // Вопросы философии. — М., 1978. — № 8.
- Блауберг И. В.,  Мирский Э. М., Садовский В. Н. Системный подход и системный анализ // Системные исследования. Методологические проблемы. Ежегодник 1982. — М., 1982.
- Блауберг И. В., Игнатьев А. А., Мирский Э. М. Научное знание в системе инновационного процесса // Проблемы интенсификации и диагностикик нововведений. Труды семинара. — М.: ВНИИСИ, 1984.
- Блауберг И. В. Из истории системных исследований в СССР: попытка ситуационного анализа // Системные исследования. Методологические проблемы. Ежегодник. 1989—1990. — М., 1991.